# Wyryki (gmina)
Pour les articles homonymes, voir Wyryki.
Wyryki est une gmina rurale (gmina wiejska) du powiat de Włodawa, dans la Voïvodie de Lublin, dans l'est de la Pologne.
Son siège administratif (chef-lieu) est le village de Wyryki, qui se situe environ 12 kilomètres (km) à l'ouest de Włodawa (siège du powiat) et 67 kilomètres au nord-est de la capitale régionale Lublin (siège de la voïvodie).
La gmina couvre une superficie de 219,52 km2 pour une population de 2 822 habitantsen 2006.

## Histoire
De 1975 à 1998, la gmina est attachée administrativement à l'ancienne voïvodie de Chełm.

Depuis 1999, elle fait partie de la nouvelle voïvodie de Lublin.

## Géographie
La gmina inclut les villages (sołectwa) de:

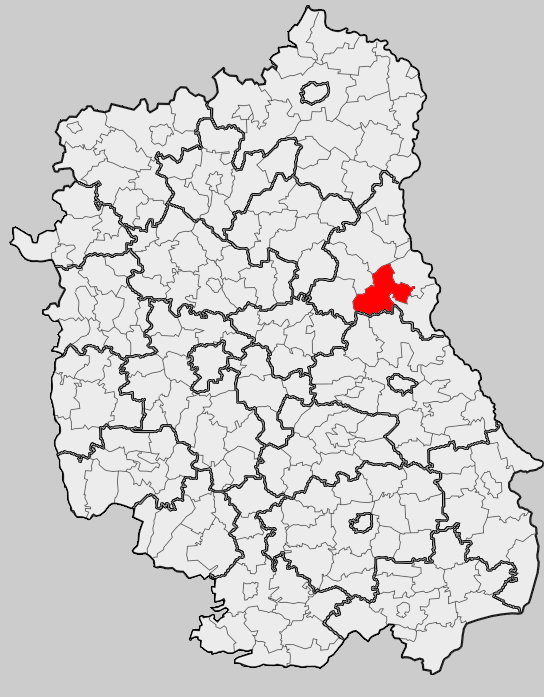
Position de la gmina dans la voïvodie

- Adampol
- Horostyta
- Horostyta-Kolonia
- Ignaców
- Kaplonosy
- Kaplonosy-Kolonia
- Krzywowierzba
- Lipówka
- Lubień
- Siedliska
- Suchawa
- Wyryki
- Wyryki-Adampol
- Wyryki-Wola
- Zahajki
- Zahajki-Kolonia

### Gminy voisines
La gmina de Wyryki est voisine de:

la ville de:
- Włodawa

et les gminy de:
- Dębowa Kłoda
- Hanna
- Hańsk
- Podedwórze
- Sosnówka
- Stary Brus
- Włodawa

## Structure du terrain
D'après les données de 2002, la superficie de la commune de Wyryki est de 219,52 kilomètres carrés, répartis comme telle :
- terres agricoles : 39%
- forêts : 54%

La commune représente 17,47% de la superficie du powiat.

## Démographie
Données du 30 juin 2004:
| Description        | Total  | Total | Femmes | Femmes | Hommes | Hommes |
| ------------------ | ------ | ----- | ------ | ------ | ------ | ------ |
| Unité              | Nombre | %     | Nombre | %      | Nombre | %      |
| Population         | 2 888  | 100   | 1 465  | 50,7   | 1 423  | 49,3   |
| Densité (hab./km²) | 13,2   | 13,2  | 6,7    | 6,7    | 6,5    | 6,5    |